# باش-ایلچی‌کیه‌وو
باش-ایلچی‌کیه‌وو (انگلیسی: Bash-Ilchikeyevo) یک شهرک در شهرستان سالاواتسکی استان باشقیرستان کشور روسیه است.